# Antonio María Javierre Ortas
Antonio María Javierre Ortas S.D.B. (1921–2007) là một Hồng y người Tây Ban Nha của Giáo hội Công giáo Rôma. Ông từng đảm nhận vai trò Hồng y Đẳng Linh mục Nhà thờ S. Maria Liberatrice a Monte Testaccio, Tổng trưởng Thánh bộ Phụng tự và Kỷ luật Bí tích trong 4 năm, từ năm 1992 đến năm 1996.
Vốn là một giáo sĩ trong vai trò công tác tại Giáo triều Rôma, ông từng đảm trách nhiều vai trò khác nhau trước khi tiến đến trở thành Tổng trưởng Thánh bộ Phụng tự và Kỷ luật Bí tích, như: Hiệu trưởng Magnificus Đại học Giáo hoàng Salêđiêng (1971–1974), Tổng Thư ký Thánh bộ Giáo dục Công giáo (1976–1988), Đương án Văn khố Cơ mật Vatican (1988–1992), Thủ thư Thư viện Vatican (1988–1992), Hồng y Đẳng Phó tế Nhà thờ S. Maria Liberatrice a Monte Testaccio (1988–1999). Ông được vinh thăng Hồng y ngày 28 tháng 6 năm 1988, bởi Giáo hoàng Gioan Phaolô II.

## Tiểu sử
Hồng y Józef Glemp sinh ngày 21 tháng 2 năm 1921 tại Siétamo, Tây Ban Nha. Sau quá trình tu học dài hạn tại các cơ sở chủng viện theo quy định của Giáo luật, ngày 24 tháng 4 năm 1949, Phó tế Ortas, 28 tuổi, tiến đến việc được truyền chức linh mục. Tân linh mục là thành viên linh mục đoàn Salêđiêng Don Bosco.
Từ năm 1971 đến năm 1974, ông đảm trách cương vị Hiệu trưởng Magnificus Đại học Giáo hoàng Salêđiêng.
Sau 27 năm thi hành các công việc mục vụ với thẩm quyền và cương vị của một linh mục, ngày 20 tháng 5 năm 1976, Tòa Thánh loan tin Giáo hoàng đã quyết định tuyển chọn linh mục Antonio María Javierre Ortas, 55 tuổi, gia nhập Giám mục đoàn Công giáo Hoàn vũ, với vị trí được bổ nhiệm là giám mục hiệu tòa Meta, chức vụ Tổng Thư ký Thánh bộ Giáo dục Công giáo. Lễ tấn phong cho vị giám mục tân cử được tổ chức sau đó vào ngày 29 tháng 6 cùng năm, với phần nghi thức chính yếu được cử hành cách trọng thể bởi 3 giáo sĩ cấp cao, gồm chủ phong là Hồng y Vicente Enrique y Tarancón, Tổng giám mục đô thành Tổng giáo phận Madrid; hai vị giáo sĩ còn lại, với vai trò phụ phong, gồm có giám mục Javier Osés Flamarique, giám mục phụ tá Giáo phận Huesca và Giám mục Rosalio José Castillo Lara, S.D.B, Tổng thư ký Uỷ ban Giáo hoàng về Sửa đổi Giáo luật. Tân giám mục chọn cho mình khẩu hiệu: EGO VOBISCUM SUM.
Bằng việc tổ chức công nghị Hồng y năm 1988 được cử hành chính thức vào ngày 28 tháng 6, Giáo hoàng Gioan Phaolô II đưa ra quyết định vinh thăng Tổng giám mục Antonio María Javierre Ortas tước vị danh dự của Giáo hội Công giáo, Hồng y. Tân Hồng y thuộc Đẳng Hồng y Phó tế và Nhà thờ Hiệu tòa được chỉ định là Nhà thờ S. Maria Liberatrice a Monte Testaccio.
Vài ngày sau khi được vinh thăng, Tòa Thánh thông báo bổ nhiệm Hồng y Antonio María Javierre Ortas đảm nhiệm các vai trò Đương án Văn khố Cơ mật Vatican kiêm Thủ thư Thư viện Vatican. Thông báo được công bố cách rộng rãi vào ngày 1 tháng 7 cùng năm. Ông đảm trách các cương vị này đến ngày 24 tháng 1 năm 1992, khi được chọn làm Tổng trưởng Thánh bộ Phụng tự và Kỷ luật Bí tích.
Ngày 21 tháng 6 năm 1996, Tòa Thánh chấp thuận đơn hồi hưu của ông, vì lý do tuổi tác, theo Giáo luật. Ông được thăng Đẳng Hồng y Linh mục Nhà thờ S. Maria Liberatrice a Monte Testaccio. Ông qua đời ngày 1 tháng 2 năm 2007, thọ 86 tuổi.